# Betygala
Betygala is een plaats in de gemeente Raseiniai in het Litouwse district Kaunas. De plaats telt 559 inwoners (2001).